# Wandern

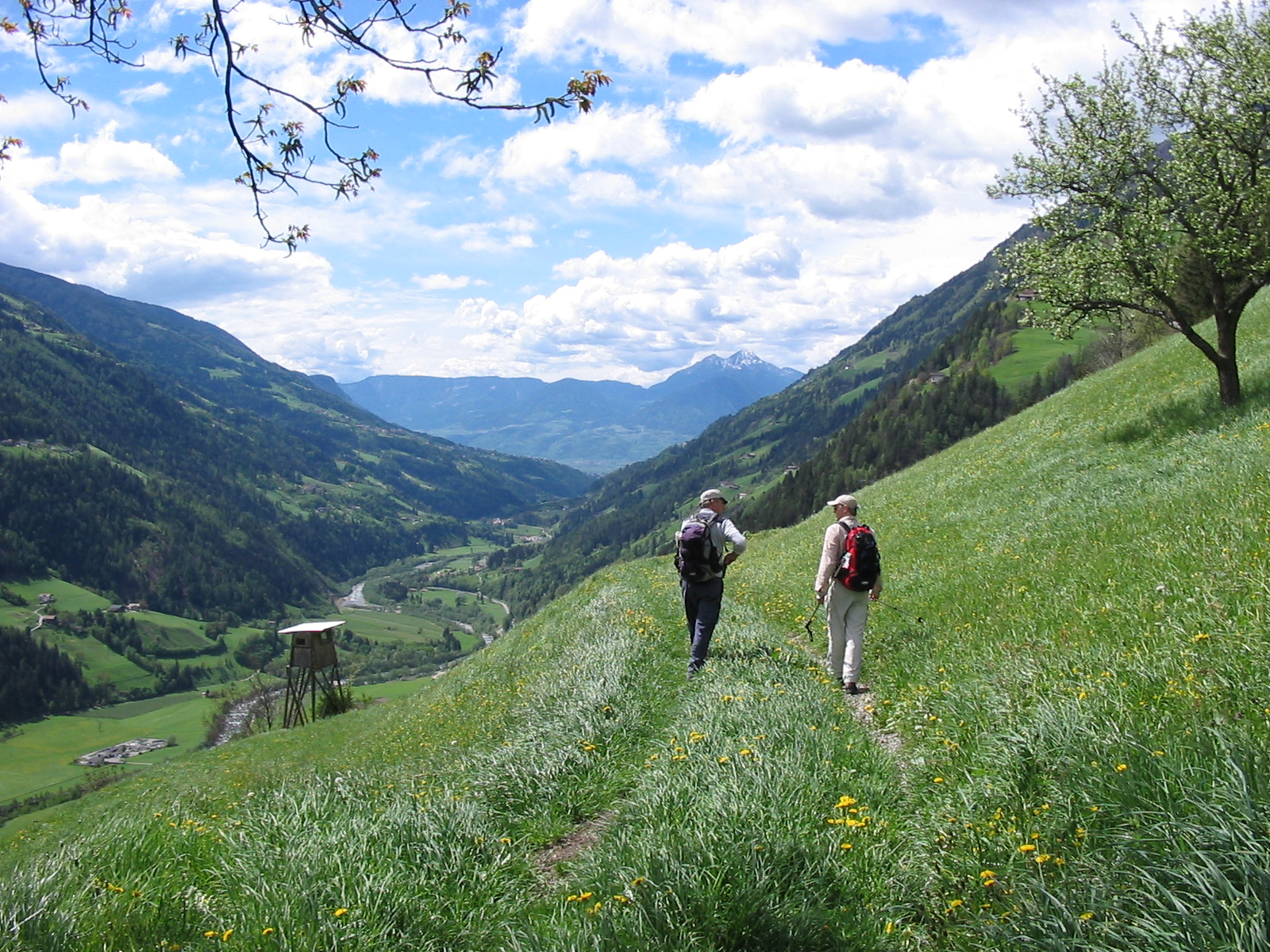
Bergwanderung

Wandern ist eine Form weiten Gehens über mehrere Stunden. Bildete die Fortbewegung zu Fuß früher die normale Art des Reisens, stellt sie heute in entwickelten Ländern vorwiegend eine Freizeitbeschäftigung und eine Sportart dar. Wandern ist eine mit Naturerleben verbundene, gemäßigte Sportart und ein zentraler Wirtschaftsfaktor vorwiegend des Sommertourismus. In der kalten Jahreszeit ist das Schneeschuhwandern eine beliebte Wintersportart geworden.
In Europa und Nordamerika sind reizvolle Regionen in der Natur durch Wanderwege gut erschlossen, die zu schönen landschaftlichen Stellen führen, aber auch besiedelte Gebiete durchqueren können. Zum Wandern kann man sich an die markierten Pfade halten oder auch geeignete Wege ohne regen Straßenverkehr benutzen.
Viele Wanderwege führen zu Sehenswürdigkeiten und Aussichtspunkten. Neben Wegstrecken, die sich für Tagesausflüge eignen, haben die Wanderorganisationen auch Weitwanderwege angelegt und markiert, die in mehrere Tagesetappen unterteilt sind. Eine besondere Kategorie dieser Strecken bilden Pilgerwege.
Rund um den Wandertourismus hat sich eine vielseitige Infrastruktur entwickelt, die den Zugang zu den Wanderstrecken, die Ausrüstung mit dem Material und Literatur, die Verpflegung und Unterkunft sowie die Sicherheit und den Rettungsdienst ermöglicht.

## Begriffsbestimmung

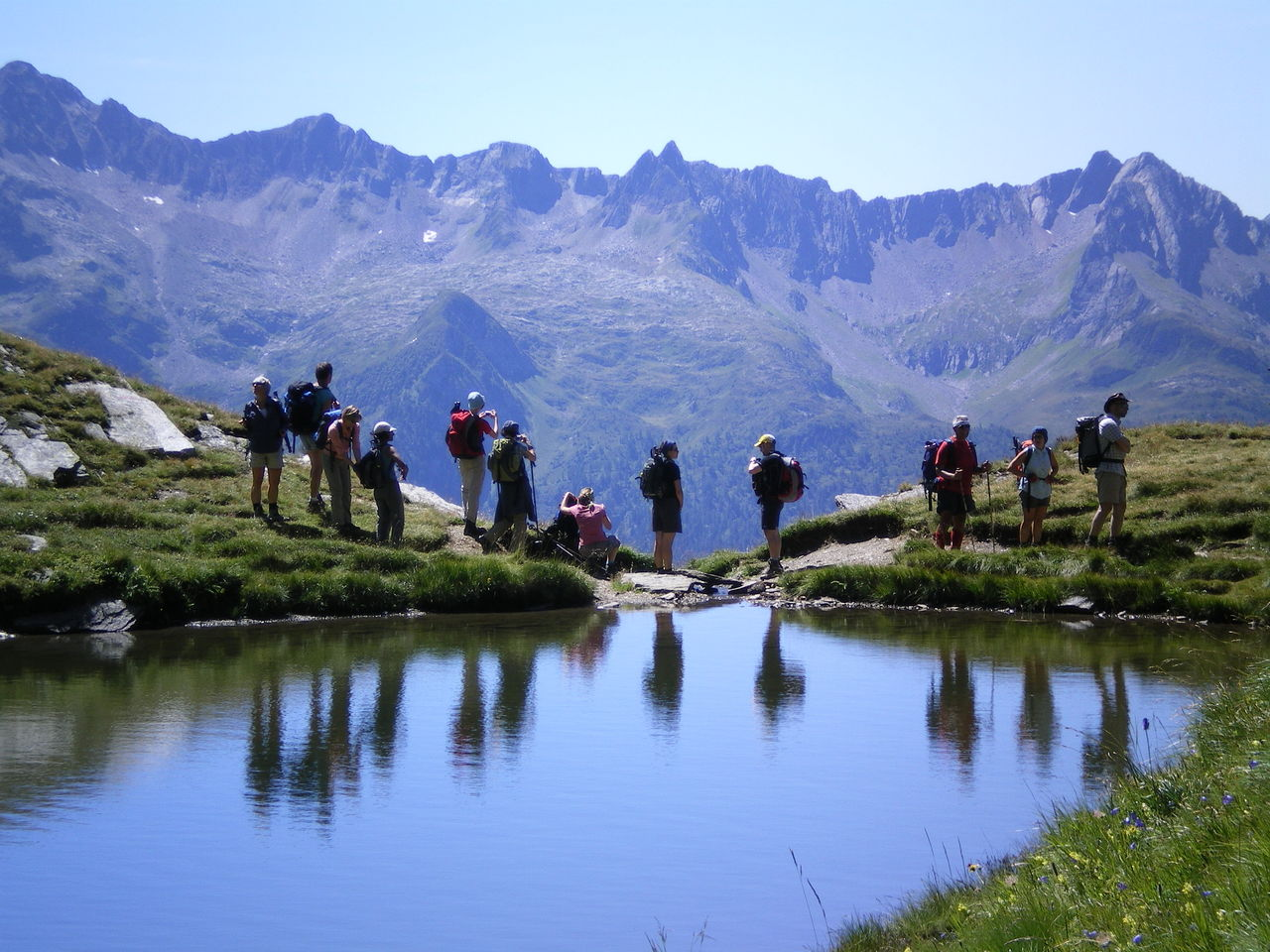
Alpine Wanderung

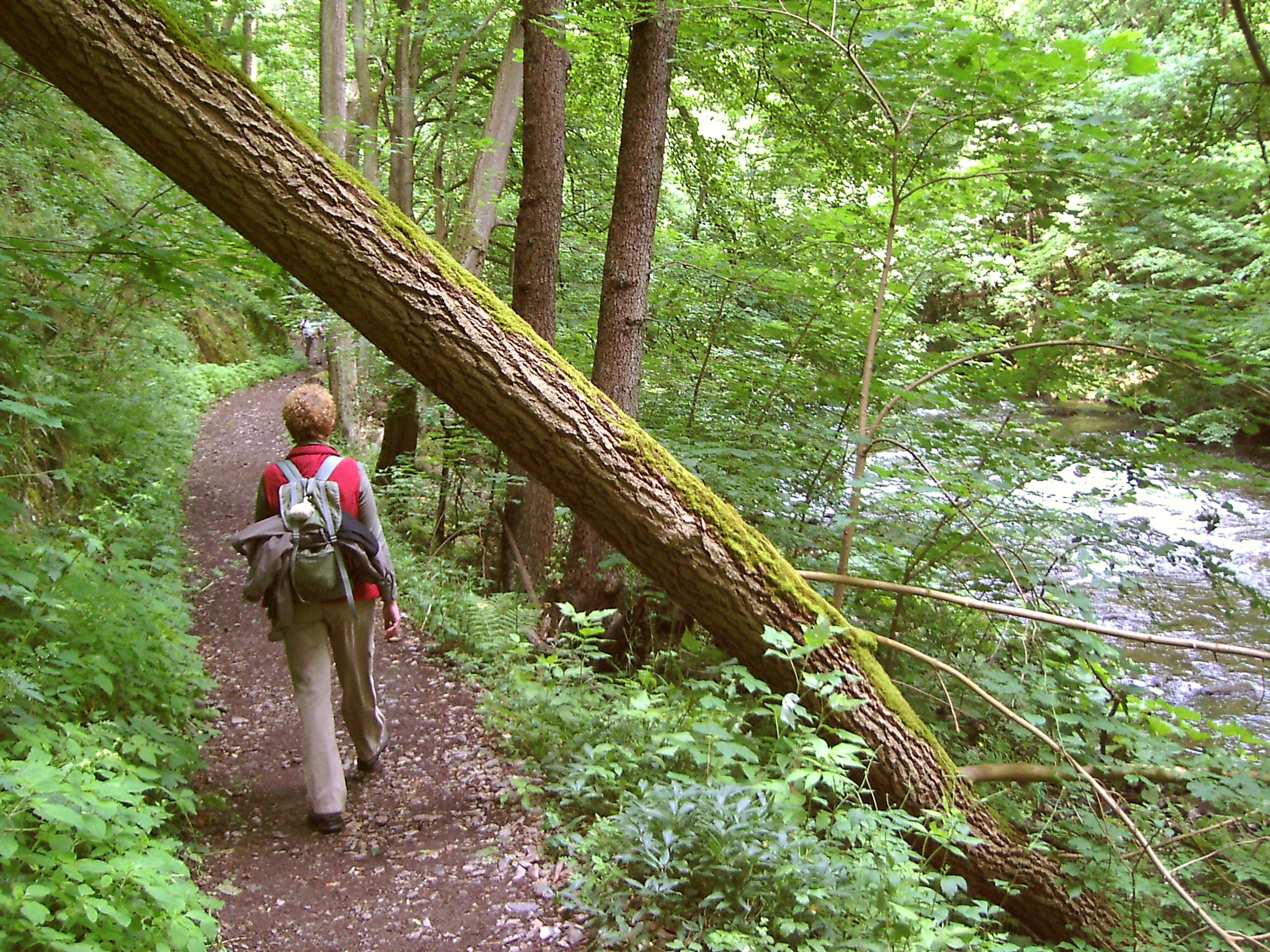
Klassisches Wanderterrain: die Täler und Höhen der Mittelgebirge

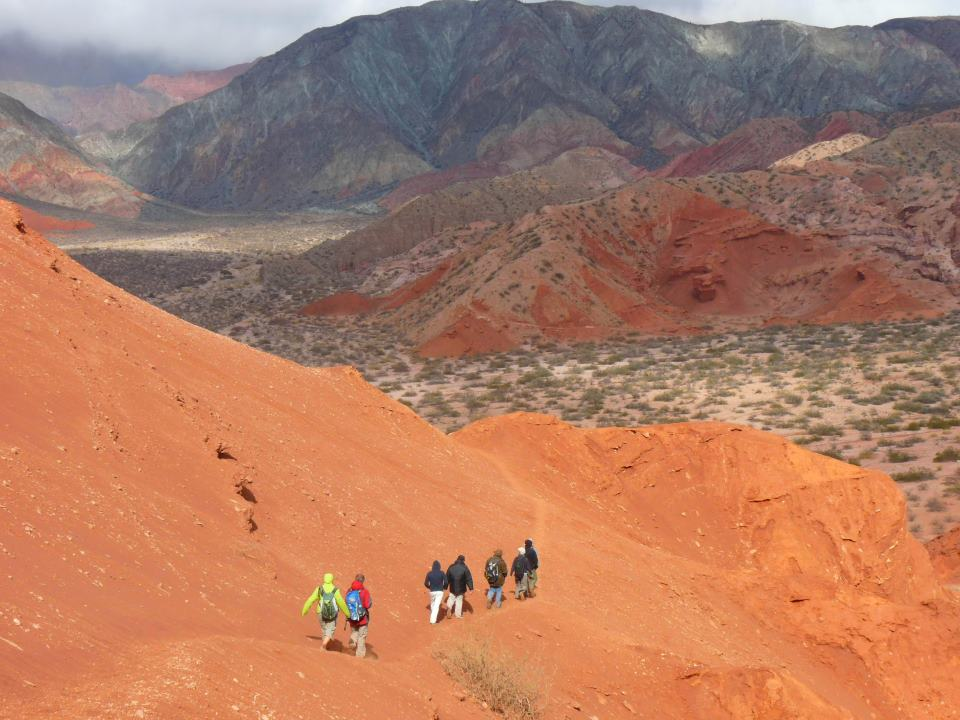
Wanderterrain in Argentinien

Man unterscheidet zwischen zweckfreiem und zweckgebundenem Wandern. Zweckfreie Wanderungen dienen etwa der Erbauung oder Ertüchtigung, während zweckgebundenes Wandern früher Gründe hatte wie Forschung, Arbeitssuche, Walz, Flucht oder Handel oder in weiterem Sinne militärische Märsche.
Abgeleitet aus einer für Deutschland repräsentativen Befragung ergibt sich für das zweckfreie Wandern in Abgrenzung zum Spazierengehen folgende Definition:

„Wandern ist Gehen in der Landschaft. Dabei handelt es sich um eine Freizeitaktivität mit unterschiedlich starker körperlicher Anforderung, die sowohl das mentale wie physische Wohlbefinden fördert. Charakteristisch für eine Wanderung sind:
- eine Dauer von mehr als einer Stunde,
- eine entsprechende Planung,
- Nutzung spezifischer Infrastruktur sowie
- eine angepasste Ausrüstung“

## Geschichte

### Entstehung
Als erster historisch dokumentierter „zweckfreier“ Wanderer gilt der Italiener Francesco Petrarca, der 1336 mit seinem Bruder den etwa 1900 m hohen Mont Ventoux bestieg. Über viele Jahrhunderte nach ihm sind nur wenige weitere Wanderungen dieser Art dokumentiert. Doch ist der Begriff des Wanderers auch in Deutschland im Mittelalter bekannt. 1353 werden in einem Vertrag zwischen Balduin von Luxemburg, Erzbischof von Trier, und Wilhelm von Gennep, Erzbischof von Köln, über die Raubritterburg Daun in der Eifel Kaufleute, Pilger, Wandeler und gemeine Leut erwähnt, die aus der Burg überfallen wurden (LHAK Best. 1A Nr. 7079). 
Erst mit der Aufklärung, namentlich mit Albrecht von Hallers Gedicht Die Alpen (1729) und Jean-Jacques Rousseaus Julie oder Die neue Heloise (1761), kam beim Bildungsbürgertum eine neue Naturbegeisterung auf.
Die neue Art der Fortbewegung, das Wandern, wurde zum Symbol der aufklärerischen Emanzipation des Bürgertums vom Adel. Aufrecht im Gang blickte man nun in die Welt und beobachtete Volk und Natur ungetrübt von Kutschenfenstern. Zahlreiche aufklärerische Wanderer erkundeten im letzten Drittel des 18. Jahrhunderts Europa zu Fuß und schrieben ihre Erkenntnisse möglichst objektiv nieder. Dabei lag ein besonderes Augenmerk auf den sozialen und politischen Gegebenheiten der durchwanderten Gebiete. Als schillerndstes Beispiel gilt oftmals der Leipziger Johann Gottfried Seume, der 1801 zu einer Fußreise nach Sizilien aufbrach und nach neun Monaten über Paris nach Leipzig zurückkehrte. Wandern ist mit der Liminalität in Verbindung gebracht worden, da es ein besonderes Erlebnis mit anderen Hierarchien ist.

### Romantik
Anschließend an die Aufklärung übernahmen die Romantiker das Wandern und prägten sein Bild bis heute. Schriftsteller wie Joseph von Eichendorff unternahmen ausgedehnte Wanderungen. Im Unterschied zu den Aufklärern war ihr Blick nicht mehr auf die sozialen und politischen Gegebenheiten gerichtet, sondern primär auf die Landschaft als Spiegel des eigenen Inneren. Sie suchten die Einsamkeit, um in ihr den Kosmos in sich selbst zu finden. Auch Novalis erzählt in seinem Romanfragment „Heinrich von Ofterdingen“ von einem Jungen, den ein wandernder Fremder inspiriert. Dieser hat die blaue Blume entdeckt: das Sinnbild der Sehnsucht, des Unerreichbaren, das Symbol der Wanderschaft in der Romantik.
Harz, Rügen und die Sächsische Schweiz waren die Lieblingsziele der Romantiker. Deren wilde unberührte Natur in Verbindung mit Wasser entsprach ihren Vorstellungen. Es entstanden Skizzen, Gemälde und Kupferstiche. Schließlich machten die Künstler die Regionen durch ihre Bilder so bekannt, dass es bei den wohlhabenden Herrschaften zum guten Ton gehörte, diese Landschaft selbst zu sehen. Wer es sich leisten konnte, wurde mit Sänften zu den Aussichten getragen, denn die Kleidung, gerade jene der Frauen, war kaum wandertauglich. Rückblickend betrachtet war dies der Anfang des Tourismus in Deutschland.
Im 19. Jahrhundert wurden zunehmend weniger Städte erwandert, vielmehr ließ man sich in Kutschen oder mit der Eisenbahn zu den Ausgangspunkten in der Natur bringen, wo man immer häufiger auf vorgegebenen Strecken lief. Wurden die Aufklärer noch abschätzig angeschaut, so machten die Romantiker das Wandern salonfähig. Mit dem Einzug der Eisenbahnlinien gerieten viele dieser Wanderwege in Vergessenheit.
In der Sächsischen Schweiz wurde intensiv anhand von historischen Bildern der Wegeverlauf von Dresden ins Elbsandsteingebirge rekonstruiert. Heute ist der Wanderweg als Malerweg erwanderbar.

### Institutionalisierung des Wanderns

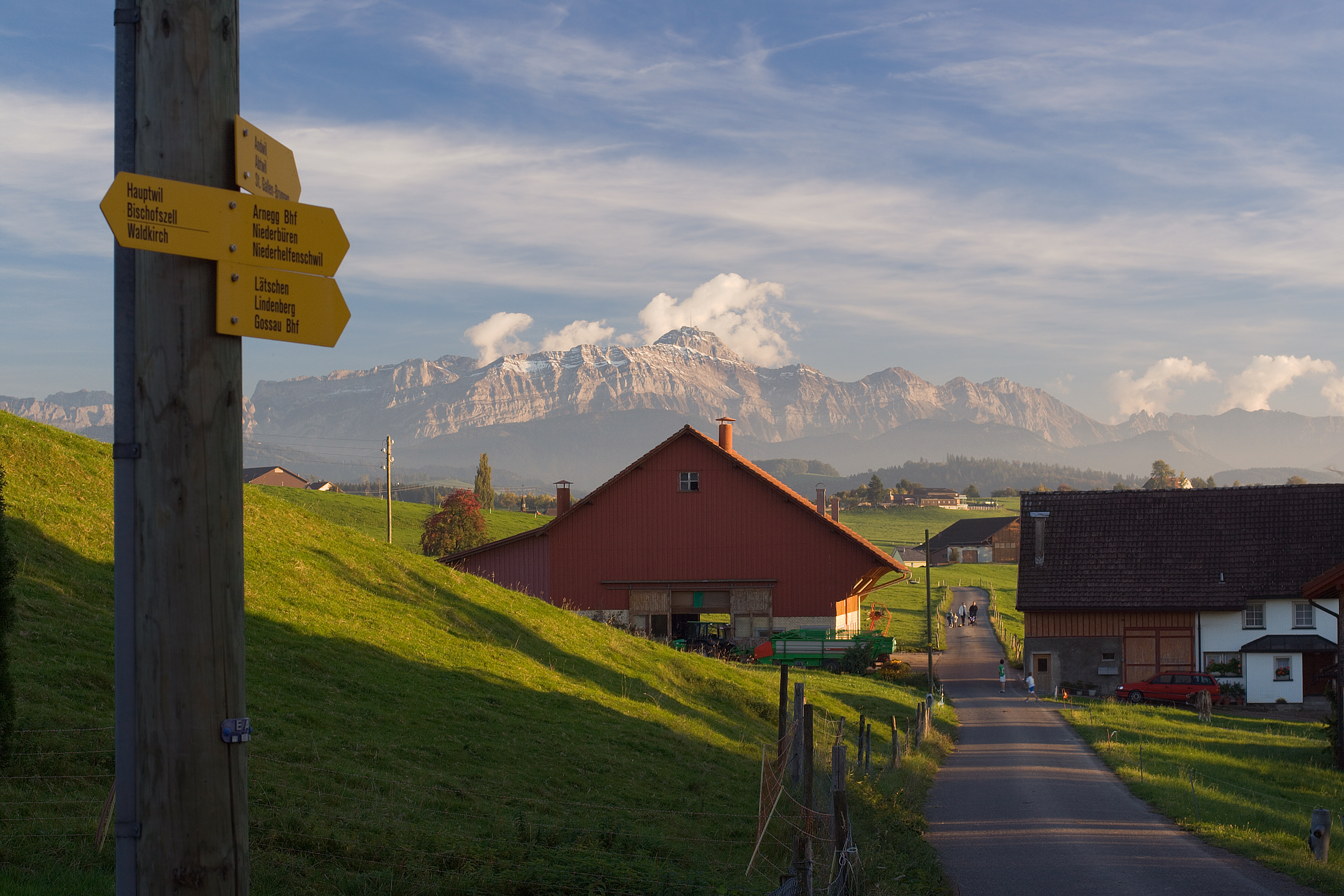
Ausgeschilderter Wanderweg auf einer öffentlichen Straße in der Schweiz

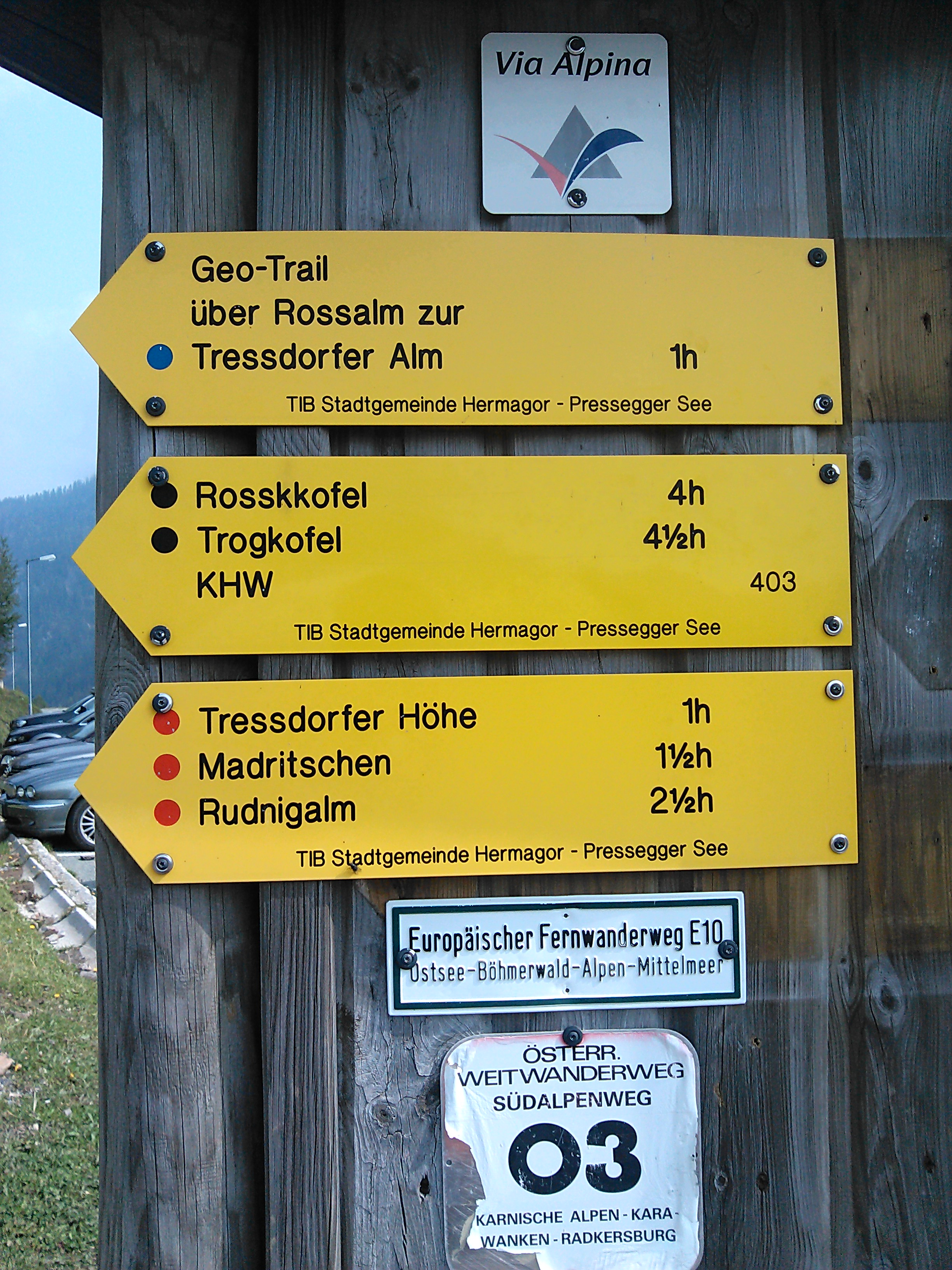
Typisch beschilderte Wanderwege in Österreich (hier am Nassfeld)

Ab Mitte des 19. Jahrhunderts kam es zu einer Institutionalisierung des Wanderns durch Wander- und Gebirgsvereine. Diese meist bürgerlichen und heimatverbundenen Vereine leisteten Pionierarbeit: Sie erstellten Wanderwege, Wegweiser, Wanderkarten, Wanderführer, Schutzhütten und Aussichtstürme. Nach einem Gedicht von Wilhelm Müller komponierte Carl Friedrich Zöllner im Jahr 1844 ein Lied, das in dieser Fassung zum bekannten Wander- und Volkslied Das Wandern ist des Müllers Lust wurde. 1864 wurde mit dem Badischen Schwarzwaldverein der erste deutsche Mittelgebirgsverein gegründet, 1896 nach einem Bergwanderunfall die erste Bergrettungsstelle weltweit im österreichischen Mürzzuschlag (Bundesland Steiermark).

### Deutscher Wanderverband
1883 in Fulda gegründet, ist der Deutsche Wanderverband die Dachorganisation der Gebirgs- und Wandervereine in Deutschland. Seine Mitgliedsorganisationen markieren und betreuen ehrenamtlich ca. 200.000 km Wanderwege. Im Verband sind 58 Gebietsvereine mit insgesamt 600.000 Mitgliedern organisiert. Zu den Satzungsaufgaben gehören neben der Wegearbeit und der Pflege des Wanderns auch Naturschutz-, Jugend-, Familien- und Kulturarbeit.

### Naturfreunde
Die 1895 in Wien gegründeten Naturfreunde ermöglichten erstmals das Wandern für eine proletarische Schicht. Mit starker sozialistischer Prägung eröffneten sie erste Naturfreundehäuser, in denen Wanderer günstig übernachten und Ferien machen konnten. Seit ihrer Gründung haben sie mehr als 1.000 Häuser errichtet – in Deutschland alleine rund 450.

### Wandervogel
Zur gleichen Zeit kam die Jugendbewegung auf, die 1901 in die Wandervogelbewegung mündete. Die Wandervögel waren meist jugendliche Schüler und Studenten, die aus den Städten in die Natur flohen und durch eine neue Lebensweise gegen die wilhelminische Gesellschaft aufbegehrten.

## Formen des Wanderns

### Bergwandern

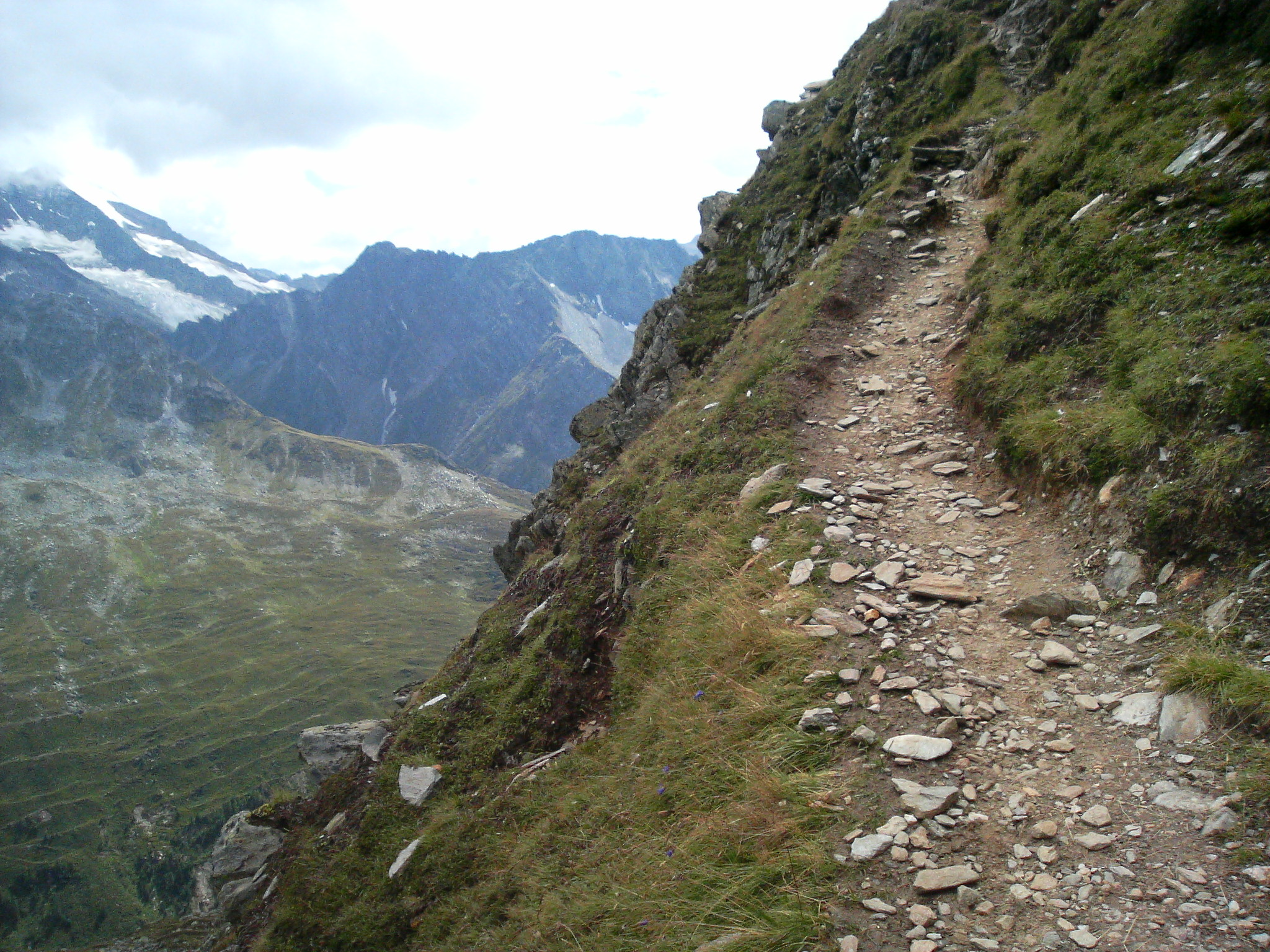
Bergwanderpfad Lausitzer Weg

„Berge sind stille Meister und machen schweigsame Schüler.“

Das Wandern im bergigen Gelände wird als Bergwandern bezeichnet, wobei die Grenzen zwischen Wandern, Bergwandern und Bergsteigen nicht genau definiert sind. Unter anderem grenzt sich das Bergsteigen vom Bergwandern durch die Notwendigkeit zu klettern ab, wobei von „Klettern“ erst dann gesprochen wird, wenn man die Hände zu Hilfe nehmen muss. Der Schweizer Alpen-Club hält in einer Präzisierung zur SAC-Wanderskala fest, dass das Bergsteigen dann beginnt, wenn mindestens ein Mitglied der Gruppe bergsteigerische Hilfsmittel (wie Pickel, Seil, Steigeisen) benötigt. Werden – unabhängig vom Gelände – aufgrund der Erfahrung und Kenntnisse der Tourengänger keine Hilfsmittel gebraucht, gilt eine Tour als Bergwanderung.
Bergwandern wird zur Höhenwanderung, wenn sie in größerer Höhe ohne starke Höhenunterschiede verläuft (siehe auch Hochtour). Von Überquerung oder Übergang spricht man, wenn ein Gebirgspass zu übersteigen ist und der Weg meist von einer Schutzhütte zur nächsten führt.

### Weitwandern, Fernwandern, Trekking
Als Weitwandern bezeichnet man eine Wandertour, die über größere Strecken führt, und bei der man mehrere Tage unterwegs ist. Von Fernwanderwegen spricht man, wenn mehrere Weitwanderwege miteinander verbunden werden. Trekking ist Weitwandern in abgelegenen Gebieten mit marginaler Infrastruktur.
Ab 1905 wurde in der Schweiz der Jurahöhenweg angelegt und markiert, der über die aussichtsreichen Höhenzüge des Juragebirges in 16 Etappen von Dielsdorf nördlich von Zürich bis in die Nähe von Genf führt. Heute ist der Jurahöhenweg auch ein Bestandteil des Europäischen Fernwanderwegs E4.
Das Weitwandern als Aspekt des Bergsports wurde 1912 von DuÖAV-Sekretär Josef Moriggl angedacht, der sich mit dem Wandern von Hütte zu Hütte befasste. Der Alpinschriftsteller E. Benesch beschrieb 1932 drei Weitwanderrouten im Alpenraum.
Im Laufe der 1960er und 1970er Jahre entstehen zunehmend durchmarkierte Routen, auch weil man den wirtschaftlichen Aspekt des Weitwanderns erkennt – der Weitwanderer ist an die lokalen Ressourcen gebunden. In dieser Zeit werden auch die ersten überregionalen Vereine gegründet. Ab 1969 bestehen die Pläne, europaweites Fernwandern durch geeignete Routen attraktiv zu machen. Heute werden diese Bestrebungen in Form der Europäischen Fernwanderwege von der Europäischen Wandervereinigung koordiniert.
Siehe auch: Fernwanderweg – Übersicht über Wegenetz und Wandergebiete.
Parallel entwickelt sich die Wilderness-Bewegung Nordamerikas, die von den Naturreservaten ausgehend zu analogen Weit- und Fernwegen (englisch Trail) führt. Zum weltweiten Phänomen wird Weitwandern als Freizeitgestaltung Trekking ab der Zeit, in denen die „exotischen“ Gebirge wie Himalaya oder Anden für einen über Expeditionen hinausgehenden breitenwirksamen Ferntourismus erschlossen werden.
Bei der Jugendbewegung und den Pfadfindern wird das Wandern mit Zelt meist als auf Fahrt gehen bezeichnet. Fahrten dauern meist ein Wochenende bis drei Wochen.
Thruhiking oder Thruhike (auch Thru-hiking oder Thru-hike; deutsch Durchwanderung) bedeutet, einen Weit- oder Fernwanderweg zusammenhängend vom Anfang bis zum Ende zu bewandern.
Das Ultraleichtwandern (auch Trekking Ultraleicht oder Ultralight Trekking) ist eine Art des Trekkings, die die Minimierung des Ausrüstungsgewichts unter Einbeziehung der Gegebenheiten einer Tour, des persönlichen Know-hows sowie des Sicherheits- und Komfortbedürfnisses betont. In der Regel spricht man von Ultralight, wenn das Rucksackgewicht (ohne Proviant, Wasser und Brennstoff) unter 5 kg liegt. Ein Rucksackgewicht zwischen 5 und 9 kg wird als Light Trekking bezeichnet.

### Sportwandern
Sportwandern beginnt bei organisierten Märschen (je nach Staat) ab 35 bis 40 km. Dachverband in Österreich ist der Österreichische Fachverband für Sportwandern, Weitwandern und Trekking (ÖFS). In der Schweiz oder Deutschland nehmen Sportwanderagenden Teilverbände des Internationalen Volkssportverbandes (IVV) wahr. Dieser Verband bietet im Allgemeinen Wanderstrecken über 5, 10 und 20 km an, zudem auch längere Strecken, z. B. die Marathonstrecke (42 km) oder 50 km.

### Volkswandern

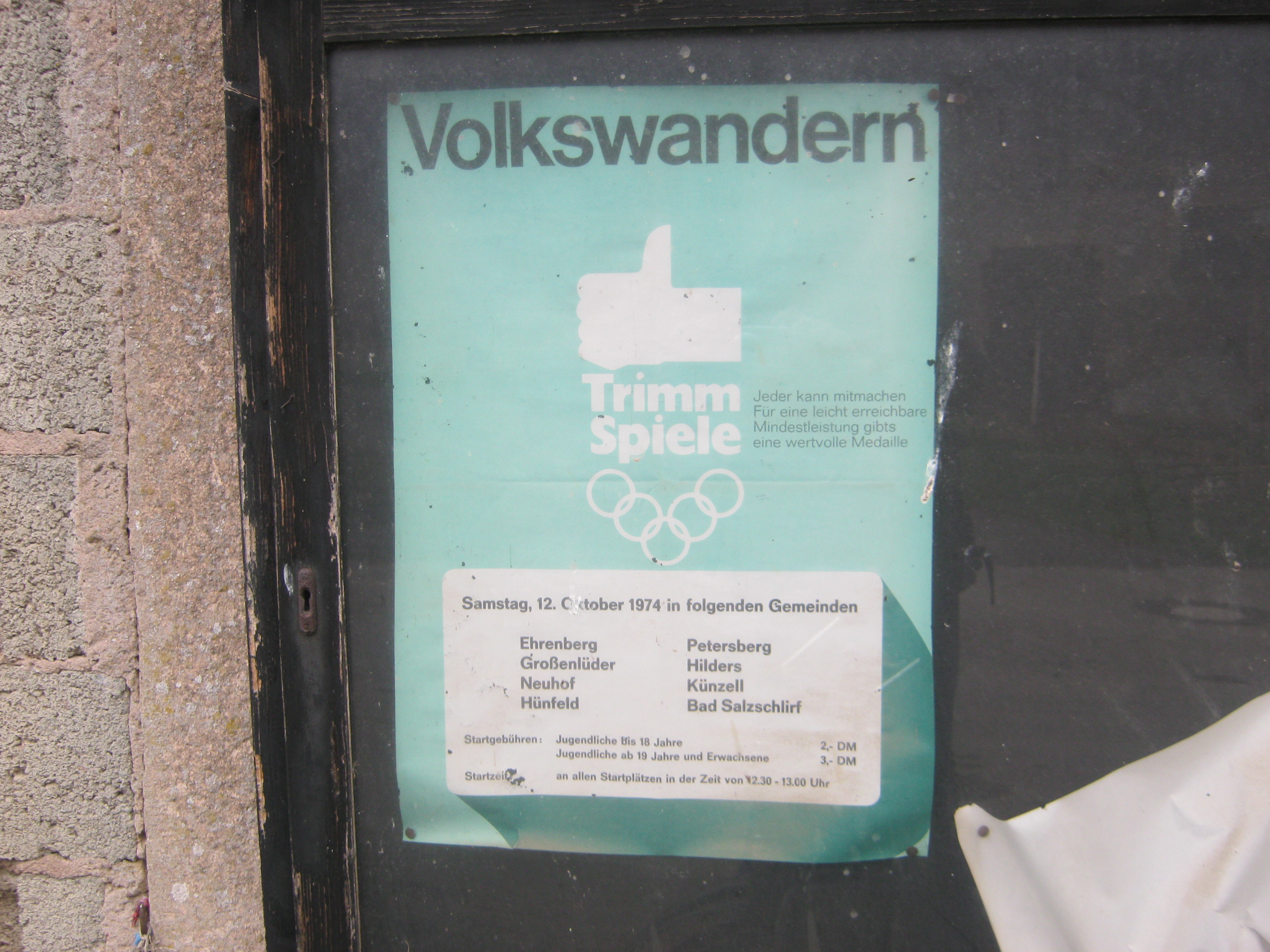
Einladungsplakat (1974)

Bei einer Volkswanderung, geläufig ist auch der Begriff Volksmarsch, bietet der Veranstalter Wanderstrecken in verschiedenen Längen an, die der Teilnehmer alleine oder in einer Gruppe durchwandern kann. Unterwegs gibt es in der Regel mehrere Verpflegungs- und Kontrollposten, so dass man kein schweres Gepäck mitnehmen muss. Nach Absolvierung der Strecke erhält der Teilnehmer häufig eine symbolische Auszeichnung. Es wurde schon zu Beginn der 1970er Jahre im Rahmen der Trimm-dich-Bewegung angeboten. Ausrichter waren dabei die Gemeinden.
Viele veranstaltende Vereine sind im Deutschen Volkssportverband oder Internationalen Volkssportverband organisiert. Die Mitgliedsvereine haben ein weltweit einheitliches Wertungs- und Abzeichenwesen.
In den Niederlanden hat sich das Strandzesdaagse etabliert.

### Wandern mit Kindern
Das Wandern mit Kindern erfordert eine spezielle Planungsarbeit, da Streckenauswahl, Pausenplanung und Ausrüstung an die Bedürfnisse und Fähigkeiten der Kinder angepasst werden müssen. Wer früh anfangen möchte, kann schon mit den Kleinsten mit Trage, Kinderwagen oder Kraxe in die Natur ziehen. Sobald die Kinder selber laufen können, bieten sich Erlebnis- und Entdeckerpfade an, die mit einem Thema oder spannenden Stationen für Abwechslung sorgen und so zur Bewegung animieren. Um die Kinder gerade in der Anfangsphase zu motivieren, können neben den speziellen Themen-Pfaden auch Hilfsmittel unterstützen. So kann man Fernglas, Fotoapparat, Logbuch und Wanderkarte mitnehmen und unterwegs einsetzen. Bei größeren Kindern kann auch Geocaching, die moderne Form der Schatzsuche, eine gute Starthilfe sein.
Die Streckenlänge sollte an das Alter des Kindes angepasst werden. Als Faustregel kann hier die Empfehlung des deutschen Wanderverbands herangezogen werden: Lebensalter x 1,5 = Streckenlänge in Kilometer. Je nach Erfahrung und Konstitution des Kindes ist dies entsprechend anzupassen. Gerade in der Anfangszeit sollten negative Erfahrungen so weit als möglich vermieden werden, um mit dem Wandern ein positives Gefühl zu assoziieren und ein Sinken der Motivationsschwelle über die Zeit zu vermeiden.

### Nordic Walking
Aus Finnland stammt das Nordic Walking, das als weitere gesundheitsfördernde Wanderart zunehmend Anhänger unter dem Begriff Nordic Wandern findet. Heute verpflichten fast alle deutschen Kurkrankenhäuser ihre Gäste, morgendlich in der Gruppe eine halbe Stunde Nordic Walking zu betreiben. Diese Art der Bewegung mit Stöcken, die spezielle Handschlaufen besitzen, kommt aus dem Skilanglauf-Sommertraining und wurde auf schnelle Wanderungen abgestimmt mit ca. 6 km/h. Anders als beim Jogging, kann man sich in Gruppen unterhalten und dennoch gute Trainingseffekte an fast der gesamten Körpermuskulatur durch den Einsatz der Stöcke in der Nordic-Walking-Technik erzielen.

### Winterwandern

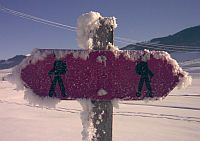
Wegweiser Winterwanderweg in der Schweiz

Für das Winterwandern werden außer den Wegen in den Gebirgstälern auch speziell präparierte Trassen auf der Höhe der Skigebiete angelegt und signalisiert, in der Schweiz seit den späten 1990er Jahren mit violetten Schildern. Neben Fußtouren umfasst das Winterwandern auch Skitouren, Langlauftouren oder Schneeschuhwandern.

### Wandern ohne Gepäck
Viele Tourismusverbände bieten mehrtägige Touren an, bei denen das Gepäck der Wanderer gegen einen Aufpreis von Hotel zu Hotel transportiert wird. Häufig ist dies eine kreisförmige Route innerhalb eines bestimmten Gebietes (z. B. Schwarzwald, Pfälzer Wald, Fränkische Schweiz, Steirisches Joglland, Harz usw.). Man kann sich auch selbst eine Route zusammenstellen und bei Hotels anfragen, ob diese den Gepäcktransport übernehmen.

### Pilgern und Wallfahren

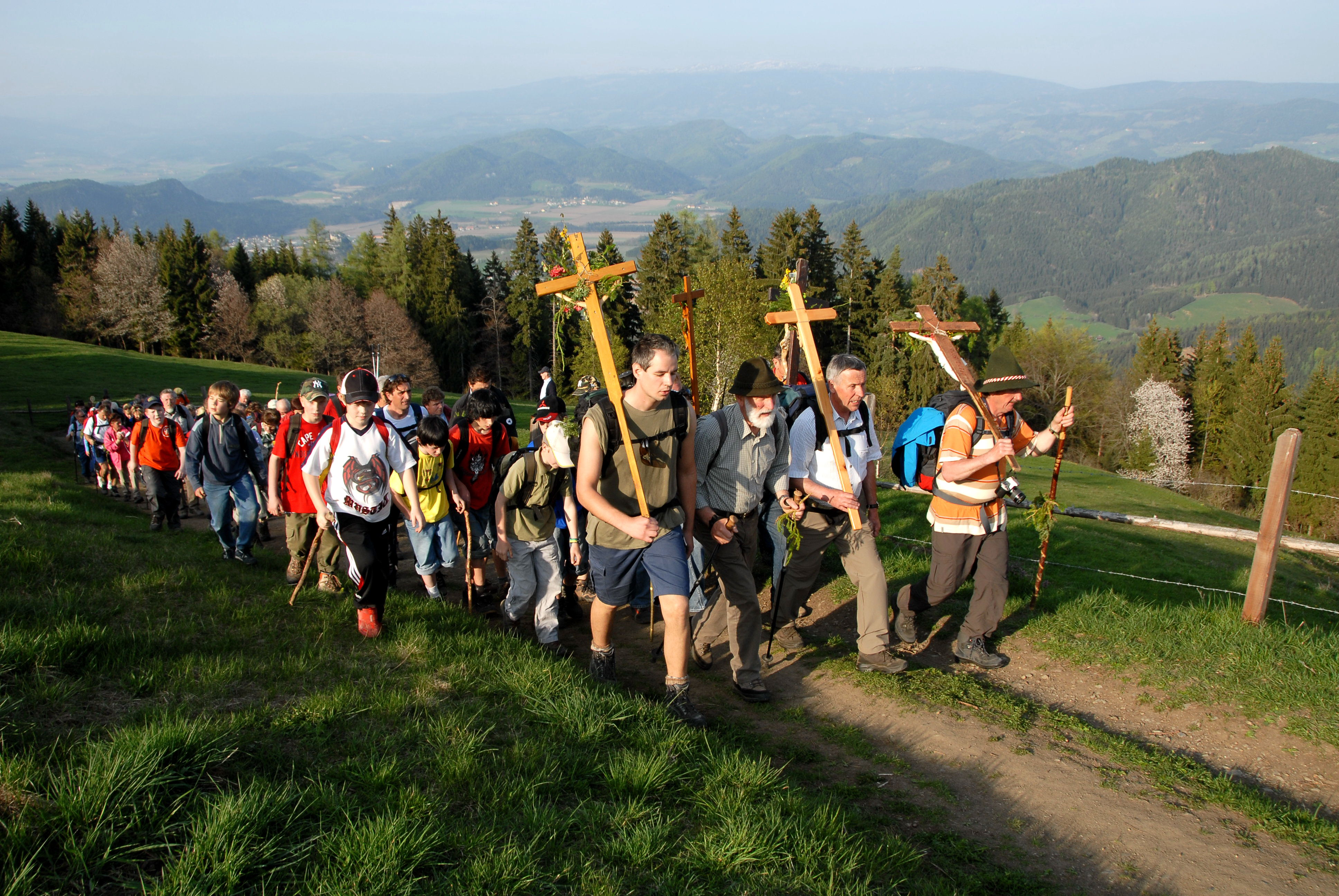
Pilgerschar beim Vierbergelauf in Österreich

Wallfahren und Pilgerschaft sind die wohl ursprünglichste Form des Wanderns und gelten nicht als eigentliches Reisen. Manche Pilgerwege werden noch heute als Fernwanderweg genutzt. Als einer der bekanntesten Pilgerwege gilt der Jakobsweg.
Ein ebenso uralter Pilgerweg ist die Via Francigena; sie führt von Canterbury (England) über Frankreich und die Schweiz bis nach Rom.

### Bildungswandern
In jüngerer Zeit findet das Wandern zu Bildungszwecken zunehmend Anklang. Lehrpfade mit Informationstafeln zu Sachfragen des gewählten Themas ersetzten den Wanderführer als Wissensvermittler, ermöglichen ein selbst bestimmtes Lernen und erlauben das Gehen in der selbst gewählten Geschwindigkeit. Eine Sonderform sind die Planetenwege, die ein verkleinertes Modell des Sonnensystems darstellen und oft mit einschlägigen Informationen aufwarten. Themenwanderwege binden Ziele gemeinsamen Interesses aneinander, etwa die Walserwege oder der Kulturweg der Alpen. Auch Erinnerungswege, wie der Sentiero della Pace entlang der Alpenfront des Ersten Weltkriegs, sind in diesem Kontext zu sehen.
Zum Bildungswandern zählen auch geführte Wanderungen durch zertifizierte Wander-, Natur-, Stadt-, Berg- oder Wattführer. Auf geführten Wanderungen werden nicht nur die Eigenarten der Landschaft einer Region sowie deren Geschichte vermittelt. Verkleidete Wanderführer verstärken das Bildungserlebnis und sind gleichzeitig Aushängeschilder für eine Tourismusregion, werden also auch gezielt für die Vermarktung eingesetzt. Wanderführer bieten oft Pauschalangebote an, die Unterbringung, Verköstigung und über die vom Führer durchgeführten Wanderungen hinausgehende Angebote enthalten. Gruppen und Einzelwanderer, die diese Leistungen in Anspruch nehmen, müssen sich um die Organisation ihrer Wanderung nicht selbst kümmern und brauchen nicht einmal eine Wanderkarte.

### Spirituelles bzw. meditatives Wandern
Auf die Wandermönche zurückgehende Tradition des mehrtägigen bzw. mehrwöchigen Unterwegsseins mit dem Ziel der Gottes- und/oder existenziellen Sinnsuche. Ziel solcher Wanderungen sind oft besondere Orte, zum Beispiel Pilger- und Wallfahrtsorte (z. B. Santiago de Compostela), einsame und/oder entlegene Landschaften. Siehe auch Auszeit.
Dass man das ganze Leben im Bild einer großen spirituellen Wanderschaft begreifen kann, dessen Ziel irdisch letztlich nicht zu erreichen ist, drückt eine Dichtung Gerhard Tersteegens aus dem Jahr 1745 aus:
Ein Tag, der sagt dem andern,

mein Leben sei ein Wandern

zur großen Ewigkeit […]

mein Heim ist nicht in dieser Zeit.
Dies geht zurück auf einen Gedanken des Apostels Paulus im 2. Korintherbrief 5, 6. Paulus begreift seine irdische Existenz als ein Wandern zu Gott, in der Vulgata-Übersetzung: „Dum sumus in corpore, peregrinamur a Domino“.
Ulrich Grober versteht das Wandern als Einübung in die Schlüsselkompetenzen des 21. Jahrhunderts. Die jetzige Generation beginne, im wandernden Nomaden ein Ideal zu entdecken. Grober rezipiert das Gedankengut von Vilém Flusser (einem nomadisierenden Philosophen) und Adalbert Stifter, der in Landschaften Größe und Erhabenheit entdeckte und seelische Zustände in Naturbeschreibungen widerspiegelte. »Man macht die Erfahrung, mit wenigem auskommen zu können und in dieser Situation Außerordentliches zu vollbringen und besonders intensiv zu erleben.«

### Nachtwandern

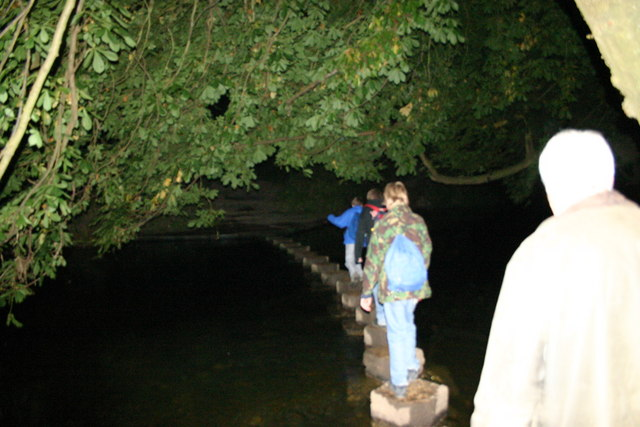
Jugendgruppe auf einer Nachtwanderung

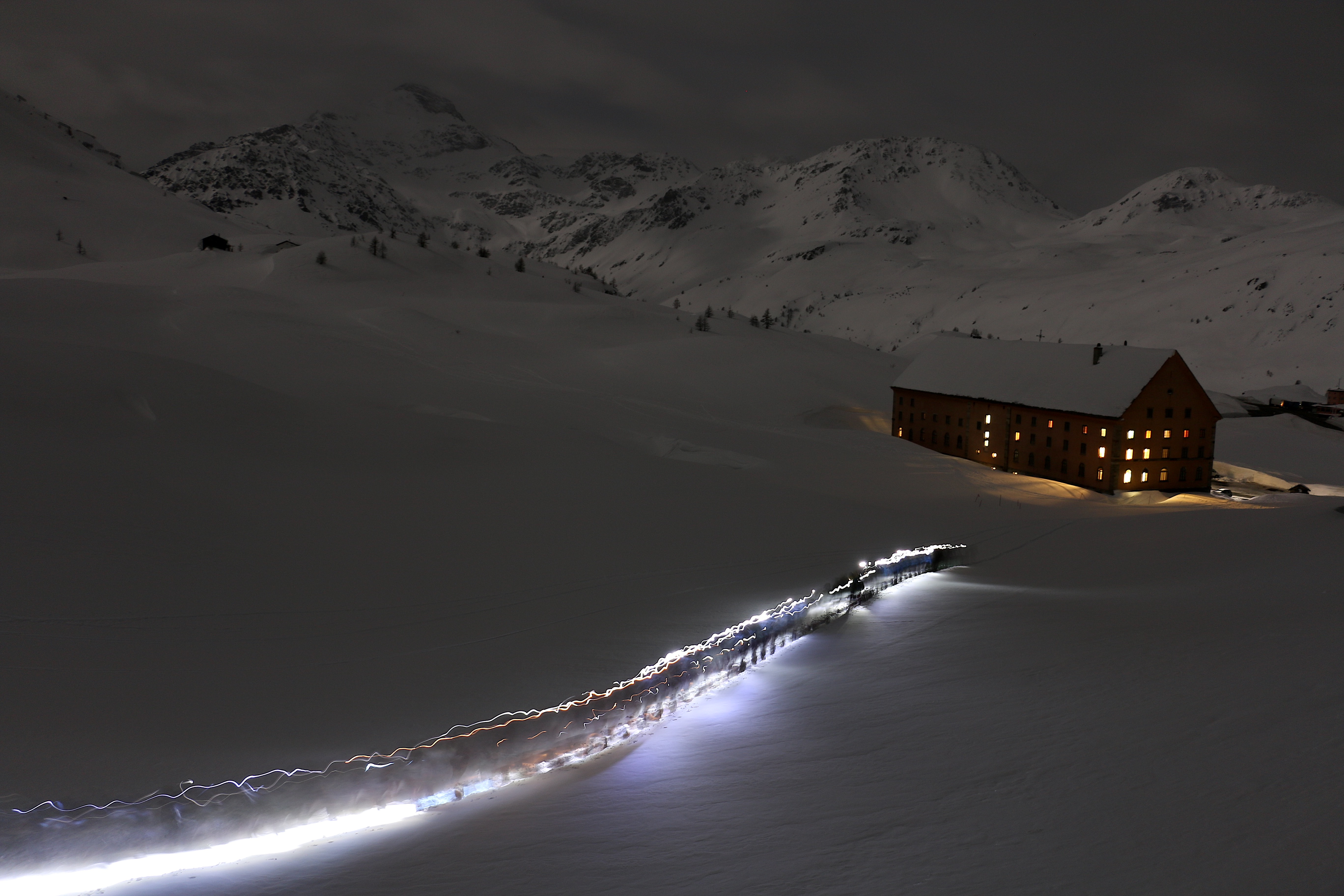
Schneeschuh-Nachtwanderung im Winter beim Simplon-Hospiz

Nachtwanderungen sind Wanderungen, die überwiegend bei Dunkelheit durchgeführt werden. Diese können einen religiösen Hintergrund haben, z. B. der Aufstieg zum Sri Pada in Sri Lanka. Unter der Anleitung Erwachsener sind solche Wanderungen speziell bei Kinder- und Jugendgruppen während Klassenfahrten oder Ferienaufenthalten beliebt. Hierbei spielt der Wandergedanke gegenüber dem Gruseleffekt eine eher untergeordnete Rolle. Gelegentlich wird eine Nachtwanderung als Fackelzug inszeniert.

### Barfußwandern
Die Deutsche Wanderjugend (DWJ) betont die gesundheitsfördernde Wirkung des Barfußwanderns. Zahlreiche Barfußparks in Deutschland, Österreich und der Schweiz ermöglichen eine erste Barfußwandererfahrung unter den gesicherten Bedingungen einer gepflegten und vielseitigen Freizeitanlage. Auch eine Wattwanderung eignet sich in idealer Weise zum Barfußlaufen.

### Geocaching
Geocaching ist eine Art elektronische Schatzsuche oder Schnitzeljagd, bei denen zur Navigation meist GPS-Empfänger dienen. Besonders Geocaches mit mehreren Zwischenstationen (Multi-Caches) in der Natur sind Basis für Wanderungen und machen Wandern für neue, meist junge Zielgruppen attraktiv. Viele Wandervereine und -verbände (z. B. die Deutsche Wanderjugend) unterstützen Geocaching durch Informationsveranstaltungen und Wanderungen zu Geocaches. Durch die hohe Dichte an Caches und einschlägige Internet-Portale sind auch Wanderungen in fremden Regionen ohne aufwändige Vorabrecherche möglich.

### Nacktwandern
Naturisten suchen auf Nacktwanderungen in klassischer FKK-Manier die „totale Freiheit und Naturverbundenheit“. Um Missverständnisse zu vermeiden, bevorzugen sie dabei weniger frequentierte Strecken. Vereinzelt bestehen offiziell ausgeschilderte und beworbene Nacktwanderwege, etwa der Harzer Naturistenstieg.

### Speed Hiking
Eine anstrengendere Art des Wanderns ist das Speed Hiking. Darunter wird das schnelle Wandern mit Stöcken und leichter Ausrüstung in anspruchsvollem Gelände verstanden. Speed Hiking kann sowohl als Ausgleich zu Wintersportarten, wie z. B. Langlauf, Skitouren, angewendet werden, als auch als optimales Aufbautraining im Rahmen der Vorbereitung auf Wettkämpfe oder zur Verbesserung der eigenen konditionellen und koordinativen Fähigkeiten fungieren. Die Stöcke dienen dazu, den Körper zu stabilisieren und gleichzeitig die Oberkörpermuskulatur zu trainieren. Speed Hiking kann als eigenständiger Sport betrieben werden. Es gibt auch Wettbewerbe für Speed Hiker, bei denen verschiedene Distanzen unterschiedlicher Schwierigkeitsgrade zu bewältigen sind.

### Pliking bzw. Plaking
Beim Pliking bzw. Plaking wird in Anlehnung an den Sport Plogging einem Kofferwort, gebildet aus den Bestandteilen „plocka“ (schwedisch aufheben; pflücken) und Jogging, beim Wandern Müll gesammelt und anschließend entsorgt. Die Wortbildung geht auf die Verbindung von erwähntem „plocka“ und den englischen Begriffen „hiking“ (Wandern), bzw. Walking zurück.

## Gesundheitliche Aspekte
Eine vom Fitnessmagazin Fit for Fun in Auftrag gegebene Studie des Kölner Instituts für Prävention und Nachsorge (IPN) kam zu dem Ergebnis, dass der Energieumsatz beim Wandern vergleichbar ist mit dem beim Joggen. So verbrauchten die Probanden beispielsweise bei einer 2-stündigen Wanderung im Flachland ebenso viel Nahrungsenergie wie beim Joggen über 75 Minuten. Als vorteilhaft wird zudem die schonende Weise angeführt, weil es durch automatische Tempoanpassung selten zur körperlicher Überforderung kommt.
Deutlicher hob die Frankfurter Rundschau die Vorzüge des Wanderns hervor und stützt sich dabei u. a. auf eine gemeinsame Untersuchung des Bundeswirtschaftsministeriums und des Deutschen Wanderverbands von 2010. So gebe es kaum eine gesündere Sportart, denn nicht nur der Energieumsatz sei ähnlich dem Joggen. Auch senke das Wandern das Risiko für Herz- und Kreislauferkrankungen, stärke Knochen, Gelenke und Bänder ebenso wie Immunsystem und Atemwege. Zudem habe es durch den Abbau von Stresshormonen positive Auswirkungen auf die Psyche und die vermehrte Ausschüttung des Glückshormons Serotonin und den Glücksbotenstoff Dopamin.

## Die Attraktivität des Wanderns
Die Motivation zum Wandern unterliegt beträchtlichen Schwankungen, sowohl bei den verschiedenen Altersstufen und Generationen als auch hinsichtlich der Art des Wanderns als auch dem Trend der Zeit entsprechend. War es mit der Walz der Handwerksgesellen noch eine selbstverständliche Berufsnotwendigkeit, verbunden mit Erlebnis, Abenteuer und persönlicher Reifung, zelebrierte die Generation der Jugendbewegung und des Wandervogel das Wandern in Liedern und Unternehmungen als Emanzipation von der verkrusteten Erwachsenenwelt, als Entkommen aus den öden Städten, als romantische Naturentdeckung und als unverzichtbaren Teil ihrer speziellen Jugendkultur.

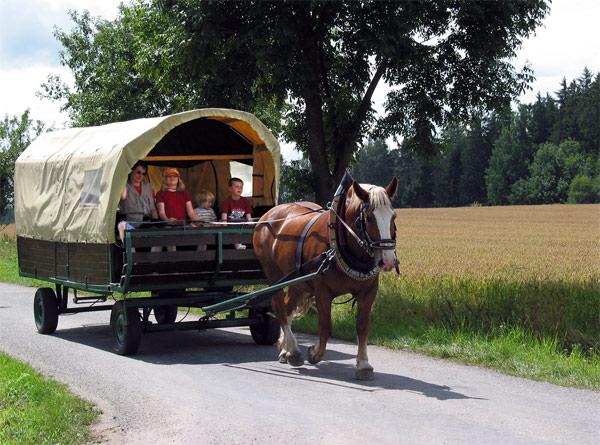
Planwagen zur Entlastung müder Wanderer

Ende der 1980er Jahre sah sich der Didaktiker Siegbert A. Warwitz jedoch bereits zu der Frage genötigt „Ist Wandern pädagogisch noch vermittelbar?“
Der Fragestellung lagen Untersuchungsergebnisse zugrunde, nach denen sowohl bei Kindern als auch bei Studierenden das vermeintliche „reine Streckemachen“ weitgehend verpönt war. Man scheute das Gepäcktragen und war beim ersten Regenschauer gern wieder unter einem Dach. Schulwanderungen ließen sich oft nur mit der Erwartung eines Freizeitparks oder Gasthauses auf den Weg bringen. Wandern wurde als langweiliger „Seniorensport“ verstanden. Bei vielen Jugendlichen fehlte eine gewachsene „Wanderkultur“. Warwitz beschreibt, wie selbst der für Lehramtsanwärter, speziell für Sportstudierende, obligatorische Erwerb eines „Wanderführer-Scheins“ zur Motivation zusätzliche Reize erforderte. So wurde die entwöhnte mühsame Fußbewegung durch Formen des Rad-, Ski- und Flusswanderns ersetzt, führten „Waldläuferzeichen“ zu Überraschungen und Aufgaben, wurden komplexe Projekte gestaltet, wurde das Fußwandern unter Begleitung durch einen pferdbespannten Planwagen, der die Ausrüstung transportierte und bei Bedarf „Fußkranke“ aufnahm, attraktiver gemacht.
Das Klassen-, Gruppen- und Familienwandern mit Wanderausrüstung findet als Fußwandern wie als Radwandern bei Kindern auch heute ein lebhaftes Interesse, wenn es über den reinen Fußmarsch hinaus didaktisch geschickt zu einem „Erlebniswandern“ mit Abenteuern, Aktivitäten und Entdeckungen ausgestaltet wird.

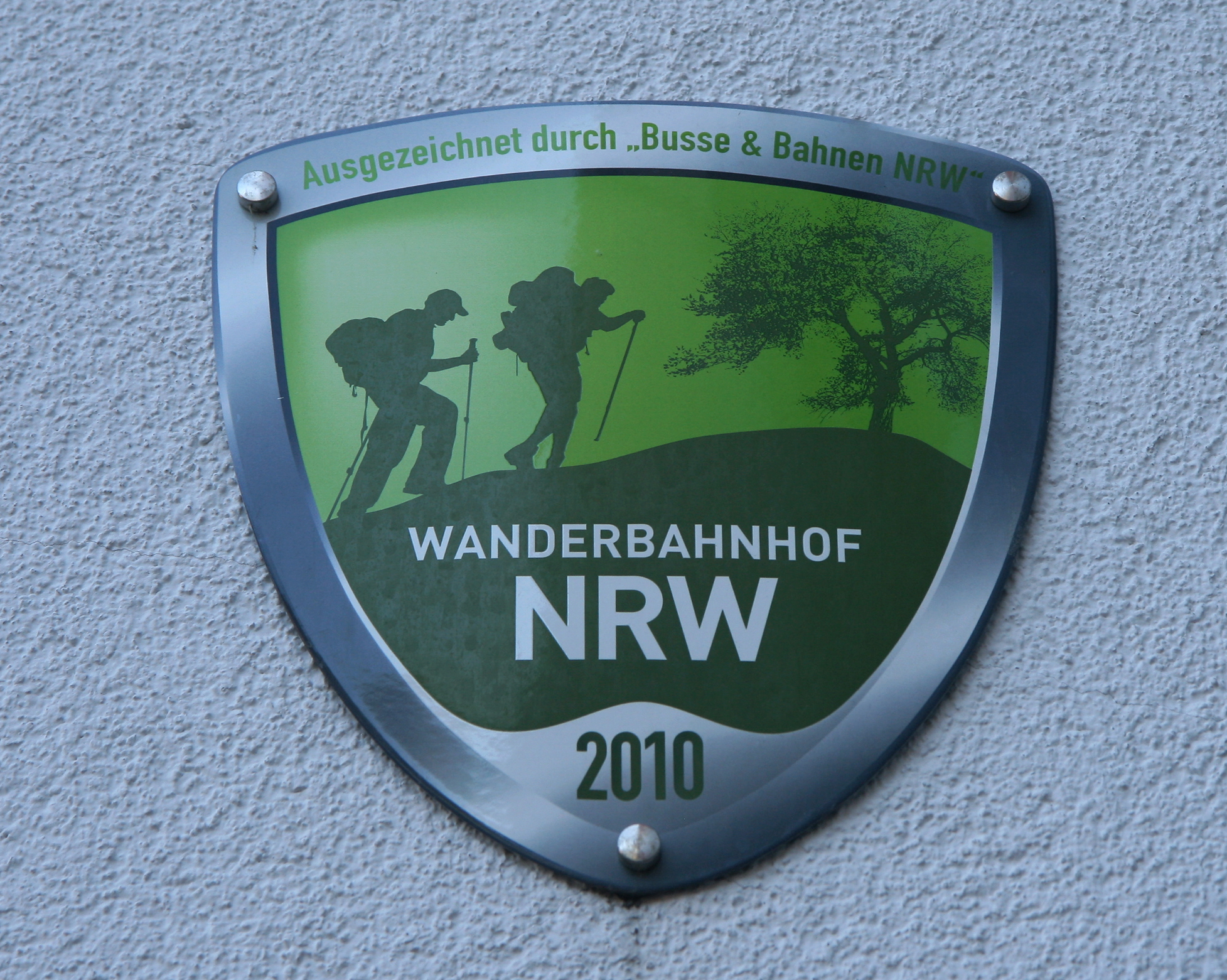
Der Bahnhof Iserlohn wurde als erster Bahnhof in Nordrhein-Westfalen als „Wanderbahnhof“ ausgezeichnet.

Seit etwa 15 Jahren erschließen Wanderbahnhöfe mit Bahn und Bus Wanderwegenetze für Wanderer. Mit der Erhöhung der Ein- und Aussteigerzahlen durch Wanderer an kleinen Bahnhöfen wurden diese Bahnhöfe erhalten und erschlossen damit Wanderwege und Wanderetappen. Direkt vom Bahnsteig aus können Spaziergänge, Tages- oder gar Mehrtageswanderungen unternommen werden.
Der Bedeutung der Kulturtechnik des Wanderns widmete das Germanische Nationalmuseum in Nürnberg 2018 die umfangreiche Sonderschau Wanderland. Eine Reise durch die Geschichte des Wanderns, von der die Süddeutsche Zeitung schrieb, sie zeige eine nie dagewesene Bandbreite.

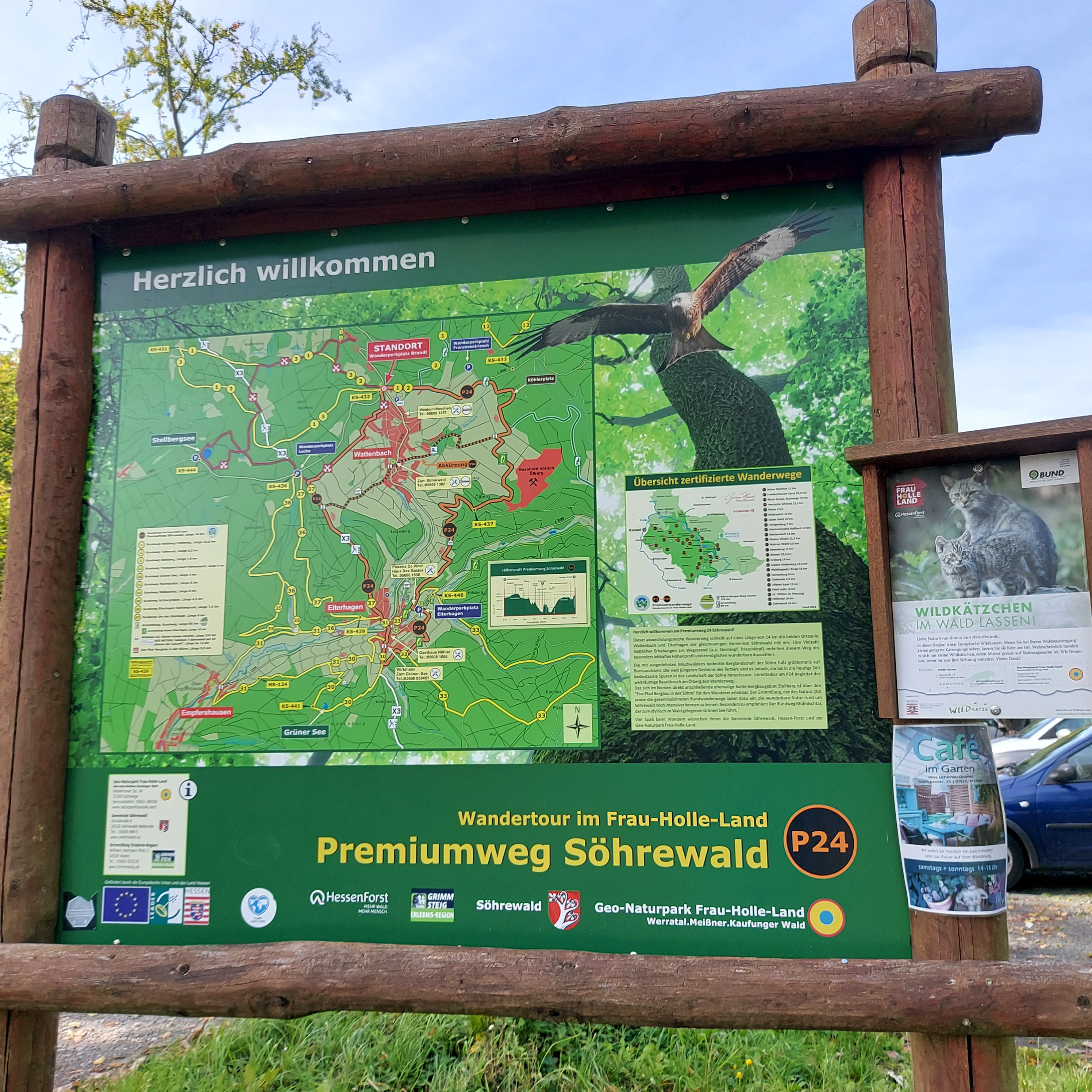
Moderne Wanderkarte mit mehreren Routen, Informationen zu Gastronomie und Sehenswürdigkeiten entlang der Strecken